# مرض كرابي
مرض كرابي (بالإنجليزية: Krabbe disease)‏، المعروف أيضًا باسم حثل المادة البيضاء الكروي الخلايا أو داء كرابة أو شُحام غالاكتوسيريبروزيد، مرض نادر، وغالبًا ما يكون داء اختزان الجسيمات الحالة مُميتًا ويؤدي إلى ضرر مُترقي للجهاز العصبي. يشمل مرض كرابي أيض الشحميات السفينغولية بطريقة غير فعالة وهو مرض موروث من نمط الوراثة الصبغية الجسدية. سُمّي المرض باسم عالم الأعصاب الدنماركي كنود كرابي (1885–1965).

## الأعراض والعلامات
تختلف الأعراض في بداية مرحلة الطفولة غير المصحوبة بأعراض (أصغر من 12 شهرًا بعد الولادة) عن الأعراض في بداية مرض كرابي في سن متأخر. 85-90% من الأفراد الذين يعانون من مرض كرابي في بداية الطفولة يحدث لديهم تدهور وظيفي عصبي مترقي في سن الرضاعة والموت قبل سن الثانية. تشمل الأعراض تهيجية وحُمّى وتيبس الأطراف ونوبات وصعوبات في الإطعام (مثل الارتجاع المعدي المريئي) وتقيؤَا ونوبات تحديق وتباطؤ التطور الروحي الحركي. في المراحل الأولى من المرض، غالبًا ما يُخطئ الأطباء في تشخيص أعراض الشلل الدماغي. تشمل الأعراض الأخرى ضعف العضلات والتشنج والصمم وضمور القرص البصري وضخامة العصب البصري والعمى والشلل وصعوبة عند البلع، قد يحدث أيضًا فقدان مديد للوزن.
يكون تقدم المرض بطيئًا جدًا عند 10-15% من مرضى كرابي الذين ظهرت لديهم الأعراض في عمر متأخر. قد يظهر على هؤلاء المرضى أيضًا أعراض مثل الحول الإنسي والكلام المتداخل وبطء تطور أو فقدان المَعالم الحركية البارزة.

## الأسباب
ينجم مرض كرابي عن حدوث طفرات في جين GALC الواقع على الكروموسوم 14 (14q31)، والذي يورّث على صبغي جسدي متنحي. تؤدي الطفرات في جين GALC إلى نقص في تصنيع إنزيم يسمى غالاكتوسيريميداز. في حالات نادرة، قد يكون سببها نقص بروتين سابوسين النشط أ (المشتق من بورسابوسين).
يؤثر تراكم الدهون غير المُستقلبة سلبًا على نمو الغمد المايليني المحيط بالعصب (الغطاء الذي يعزل العديد من الأعصاب) ما يؤدي إلى إزالة الميالين والتنكس المترقي الحاد للمهارات الحركية، وتمثل جزء من مجموعة اضطرابات معروفة باسم حثل المادة البيضاء؛ ينجم مرض كرابي عن نقص نمو وتطور المايلين.
يؤدي عوز غلاكتوزيلسيراميداز أيضًا إلى تراكم غلوكو الشحميات السفينغولية، ويُدعى السيكوزين، وهي مادة سامة للخلايا الدبقية قليلة التغصن (نوع من الخلايا غير العصبية الموجودة في الجهاز العصبي، والتي تسمى جملةً الدبق العصبي).

## التشخيص
هناك عدة طرق للمساعدة في تشخيص مرض كرابي. تشمل عند مرضى كرابي حديثي الولادة فحص خلايا الدم المتخثرة لتقييم نشاط إنزيم GALC والتحليل الجزيئي للحصول على أدلة حدوث طفرات في إنزيم GALC. يجب إحالة الرُّضع الذين يظهر لديهم نشاط إنزيم منخفض و/أو طفرات في الإنزيم لإجراء اختبارات تشخيصية إضافية وفحص عصبي. لوحظ 0-5% من نشاط إنزيم GALC في جميع الأفراد الذين يعانون من أعراض مرض كرابي. يمكن أيضًا تحديد التركيز العالي للسيكوزين في لطخات الدم المتخثرة بمثابة مؤشر لمرض كرابي. كشفت دراسة أجريت عام 2011 أن الأفراد الذين يعانون من مرض كرابي، وخاصةً الذين ظهرت الأعراض بعمر متأخر، لديهم احتمالية كبيرة إلى زيادة غير طبيعية في تركيز بروتين السائل الدماغي الشوكي (سي إس إف).
قد يُشخص المرض من خلال تعيين زمرة مميزة لخلايا معينة (الخلايا كروية الشكل متعددة الأنوية) وإزالة الميالين والتنكس العصبي وتخرّب خلايا الدماغ. يمكن استخدام ملوّنات خاصة للميالين (مثل تلوين أزرق صامد للّوكسول) للمساعدة في التشخيص.
تُخضع المستشفيات في ولايات نيويورك وميزوري وكنتاكي حديثي الولادة المصابين بمرض كرابي للفحص الدقيق. ستبدأ ولاية إنديانا بالفحص في عام 2020.

## العلاج
على الرغم من عدم وجود علاج معروف لمرض كرابي، ثبت أن زرع نخاع العظم يفيد في حالات مبكرة من المرض. عمومًا يكون علاج المرض عرضيًا وداعمًا. قد يساعد العلاج الفيزيائي في الحفاظ على التوتر العضلي والدورة الدموية أو زيادة فعاليتهما.
وجدت دراسة استمرت 15 عامًا، على النتائج النمائية للأطفال المصابين بمرض كرابي الذين خضعوا لزراعة الخلايا الجذعية المكونة للدم (إتش إس سي تي) في الأسابيع السبعة الأولى بعد الولادة، أن للمرضى فرص أفضل لكل من عدد السنوات المتوقع أن يعيشونها والفعالية الوظيفية، مع تقدم أبطأ للمرض. حتى الأفراد الذين يعانون من أعراض مرض كرابي في مرحلة متأخرة من العمر قد يستفيدون من إتش إس سي تي إذا شُخص مبكرًا لدرجة معينة. يُستخدم دم الحبل السري عادةً مصدرًا للخلايا الجذعية المزروعة.

## التدبير
يمكن أن يكون تدبير الأعراض صعبًا للغاية بالنسبة للمرضى الذين تظهر لديهم الأعراض في بداية مرحلة الطفولة، حيث تميل الأعراض إلى التقدّم بسرعة. نظرًا لعدم وجود علاج لمرض كرابي، فإن تدبير الحالة عادةً ما يكون داعمًا، ويهدف إلى تلطيف الأعراض. يساعد التقييم المتكرر في توقع ظهور أعراض محددة والتحضير لها. يمكن أن يساعد العلاج الفيزيائي في تخفيف الصعوبات الحركية وزيادة القوة والتحرك والمرونة.
تُستخدم أنابيب فغر المعدة للتحايل على صعوبات الإطعام والوقاية من حدوث رَشف. عادةً ما تُجرى عملية إدخال أنبوب فغر المعدة وإجراء تثنية القاع لنيسين لمنع الحاجة إلى إجراء تداخل جراحي ثاني. يتعرض مرضى كرابي والذين يعانون من صعوبات حركية حادة إلى حساسية فرط الإطعام، حيث يحتاجون إلى استهلاك سعرات حرارية أقل ممّا يتوقعه القائمون على رعايتهم. هناك أيضًا أدلة على أن اللقاحات الروتينية قد تعجّل تطور المرض؛ يميل كثير من مرضى كرابي إلى عدم اتباع إجراءات التطعيم التقليدية.

## الإنذار
يموت مرضى كرابي الرضّع عادةً في مرحلة الطفولة المبكرة. وجدت دراسة أُجريت عام 2011 أن معدلات البقاء على قيد الحياة لمدة عام أو عامين أو ثلاث سنوات هي 60% و 26% و 14% على التوالي، مع نجاة البعض لفترة أطول. يكون تقدم المرض عند الذين ظهرت لديهم الأعراض في مرحلة متأخرة، أبطأ ويعيشون لفترة أطول بدون خطورة.

## الوبائيات
لا يصيب هذا المرض البشر فقط، وإنما الحيوانات الأخرى مثل السعادين والفئران والكلاب أيضًا. في حين أن بعض حالات الخَبن (حذف جزء من الصبغي) الجيني المحدد أكثر تكرارًا من غيرها، اكتشفت طفرات جديدة أدت إلى مرض كرابي في جميع أنحاء العالم. السبب الدفين الأكثر شيوعًا لهذا المرض هو خبن جين GALC، الذي يسبب نقصًا في تصنيع إنزيم GALC. توجد هذه الحالة لدى 80% من المرضى الذين لديهم أصول أوروبية ومكسيكية. معدل وفيات مرض كرابي في مرحلة الطفولة المبكرة هو 90% قبل سن الثانية. يرتبط ظهور الأعراض في وقت متأخر بعمر متوقع أطول، مع نجاة الأطفال الأكبر سنًا عمومًا بعد عامين إلى سبعة أعوام من التشخيص الأولي.
يحدث مرض كرابي لدى نحو شخص من كل 100,000 ولادة. ولأن المرض وراثي، تختلف معدلات الإصابة على نحو واسع من جمهرة سكانية لأخرى. معدل الإصابة منخفض للغاية في اليابان، حيث يتراوح بين 5 و 10 حالات لكل 1,000,000 مولود حي. وفي الولايات المتحدة يصيب حوالي 1 من كل 100,000 ولادة حية. أبلغت الدول الإسكندينافية عن معدل حدوث 1 لكل 50,000 ولادة. في بعض المجتمعات، يكون حدوث المرض أكثر تكرارًا، مثل المجتمع الدرزي في إسرائيل، حيث يبلغ معدل الإصابة 6 لكل 1000 ولادة حية. يُعتقد أن هذا المعدل المرتفع يرجع جزئيًا إلى زيادة وتيرة زواج الأقارب. وتقريبًا 35% من جميع زيجات الدروز تكون صلة القرابة بين أولاد العم. لم يُبلّغ عن أي حالة إصابة بمرض كرابي بين باقي أفراد المجتمع اليهودي.
يختلف تواتر بدء المرض أيضًا حسب الموقع. مرض كرابي بمرحلة الطفولة المبكرة هو الشكل الأكثر شيوعًا للمرض بشكل عام، ولكن ترتفع معدلات الإصابة بمرض كرابي بمرحلة الطفولة المبكرة في المجتمعات الشمالية، في حين تعاني بلدان جنوب أوروبا من ارتفاع حالات الإصابة بوقت متأخر. من الصعب تقدير معدل الإصابة بمرض كرابي الذي يصيب البالغين، وذلك بسبب التباين في حالات توسيم العلامات بمرحلة متاخرة مقابل مرحلة البلوغ المبكرة.

## المجتمع والثقافة
كان لاعب الوسط سابقًا في فريق كرة القدم الأمريكية بوفالو بيلز، جيم كيلي أول من حصل على اهتمام وتمويل بحثي لمرض كرابي عقب تشخيص ابنه هانتر عام 1997. توفي هانتر كيلي بسبب المرض في 5 أغسطس 2005، عن عمر يناهز الثامنة.
شُخصت الطفلة كوف إليس من جورجيا بالولايات المتحدة الأمريكية بالمرض في أوائل عام 2016. وعملت عائلة إليس مع مجتمعها على زيادة الوعي بالمرض وساعدت في تمرير «قانون كوف»، الذي يوفر للآباء الخيار لإجراء فحص ما قبل الولادة للمرض، والذي يمكن أن ينقذ الطفل.

## الحيوانات الأخرى التي تصاب بالمرض
يمكن تشخيص مرض كرابي أيضًا عند القطط والكلاب، وخاصة كلاب ترير ويست هاي لاند الأبيض وكلاب كايرن ترير.